# ليندون هووبر
ليندون هووبر هو لاعب كرة قدم ومدرب كرة قدم كندي، ولد في 30 مايو 1966 في جورج تاون في غيانا. شارك مع منتخب كندا لكرة القدم. أما مع النوادي، فقد لعب مع إمباكت مونتريال وبرمنغهام سيتي وفيرجينيا بيتش مارينرز.

## وصلات خارجية
- ليندون هووبر على موقع الاتحاد الدولي (مؤرشف)  (الإنجليزية)
- ليندون هووبر على موقع قاعدة بيانات كرة القدم.إي يو (الإنجليزية)
- ليندون هووبر على موقع ناشيونال فوتبول تيمز (الإنجليزية)